# Mikel Merino
Mikel Merino Zazón (Pamplona, 22 giugno 1996) è un calciatore spagnolo, centrocampista dell'Arsenal e della nazionale spagnola, con cui è stato campione d'Europa nel 2024.

## Biografia
È figlio di Ángel Merino, ex calciatore professionista.

## Caratteristiche tecniche
Gioca come centrocampista, ma può essere impiegato per un ruolo più arretrato come mediano, nello sbarco in Premier League viene usato invece come attaccante, nella posizione di punta centrale. Dotato di un buon atletismo, ha visione di gioco, in fase realizzativa si accentra sfruttando il sinistro, il suo piede forte. Dotato di un buon senso della posizione, è abile a muoversi col giusto tempismo, possiede un tiro potente e preciso. È anche un bravo colpitore di testa, inoltre le sue  capacità come passatore lo rendono un buon equilibratore nel gioco offensivo.

## Carriera

### Club

#### Osusana e Borussia Dortmund
Cresciuto nel settore giovanile dell'Osasuna, ha giocato nella seconda divisione spagnola, Merino segna una doppietta battendo prima il Numancia per 3-2 e poi per 3-1 il Gimnàstic. Il 1º luglio 2016 si trasferisce al Borussia Dortmund per 3.75 milioni di euro e firma un contratto quinquennale. Debutta con la squadra tedesca il 14 ottobre, giocando da titolare la partita pareggiata per 1-1 contro l'Hertha Berlino. Il 12 aprile 2017, alla vigilia della partita di Champions League contro il Monaco, un'esplosione investe il pullman su cui stava viaggiando, causando il ferimento del connazionale Marc Bartra.

#### Newcastle United e Real Sociedad
Dopo una sola stagione in Germania, il 28 luglio 2017 passa in prestito al Newcastle, nel quale segna una sola rete, battendo per 1-0 il Crystal Palace, viene poi riscattato il 13 ottobre.
Il 12 luglio 2018 fa ritorno in Spagna, venendo acquistato dalla Real Sociedad.Vince la Coppa di Spagna dove sigla un gol sconfiggendo il 6 febbraio 2020 il Real Madrid per 4-3. Nella Champions League con una rete e un assist vincente permette alla squadra di battere per 3-1 il Benfica. Nella sua ultima stagione con il Real Sociedad segna cinque reti in campionato, la prima nella vittoria per 3-0 contro il Villarreal, poi realizza il gol del 2-1 sconfiggendo il Maiorca, inoltre segna una rete contro il Real Betis e il Cadice vincendo per 2-0 entrambe le partite.

#### Arsenal
Il 27 agosto 2024 viene ufficializzato il suo passaggio all'Arsenal per 28,4 milioni di sterline più 4,2 di bonus. Il 27 ottobre 2024 segna la sua prima rete con la maglia dei Gunners nel pareggio per 2-2 contro il Liverpool, sigla un gol sconfiggendo per 3-1 il Brentford, un'altra rete la mette a segno vincendo per 2-1 ai danni del Fulham, il suo gol permette alla squadra di sconfiggere il Chelsea per 1-0, e con una doppietta decide la vittoria per 2-0 contro il Leicester City.
In Champions League segna una rete nella schiacciante vittoria per 7-1 contro il PSV, inoltre è autore del gol che fissa il punteggio per 3-0 battendo il Real Madrid.

### Nazionale
Ha partecipato e vinto al Campionato europeo di calcio Under-19 2015, segna una rete battendo per 3-0 la Germania oltre giocare a tempo pieno nella finale vinta per 2-0 contro la Russia.
Ai Giochi Olimpici di Tokyo 2020, svoltisi tra la fine di luglio e inizio agosto 2021, gioca 5 partite (non è impiegato solo nella seconda gara contro l'Australia) per un totale di 348 minuti, realizzando una sola rete nel pareggio per 1-1 contro l'Argentina. Nella finale del 7 agosto contro il Brasile, Merino inizia la partita con i gradi di capitano ma gioca solo il primo tempo, sostituito poi da Carlos Soler, vince la medaglia d'argento dato che la Spagna subisce una sconfitta per 2-1.
Il 3 settembre 2020 fa il suo esordio in nazionale maggiore nel pareggio per 1-1 in Nations League contro la Germania,alla conclusione del torneo la Spagna ottiene il secondo posto, Merino è stato determinante nella vittoria contro la Svizzera dato che con il suo assist ha permesso a Mikel Oyarzabal di segnare la rete del 1-0. 
Vince l'edizione 2022-2023 della Nations League, nella finale contro la Croazia la partita si conclude a reti inviolate nei tempi supplementari ma la Spagna prevale per 5-4 ai calci di rigore, il terzo gol per gli spagnoli dagli undici metri lo segna Merino. 
Dopo non essere stato convocato per i Mondiali 2022,Nel 2024 viene chiamato per gli europei in Germania,durante le qualificazioni segna una sola rete, il 12 settembre 2023 dove la roja sconfigge per 6-0 contro Cipro.Ottenuto l'accesso alla coppa continentale la Spagna vince ottenendo il titolo di campione d'Europa, Merino nella partita vinta contro la tedeschi ai quarti di finale segna al 119' dei supplementare il gol del 2-1.

## Statistiche

### Presenze e reti nei club
Statistiche aggiornate al 4 marzo 2025.
| Stagione             | Squadra              | Campionato           | Campionato | Campionato | Coppe nazionali | Coppe nazionali | Coppe nazionali | Coppe continentali | Coppe continentali | Coppe continentali | Altre coppe | Altre coppe | Altre coppe | Totale | Totale |
| Stagione             | Squadra              | Comp                 | Pres       | Reti       | Comp            | Pres            | Reti            | Comp               | Pres               | Reti               | Comp        | Pres        | Reti        | Pres   | Reti   |
| -------------------- | -------------------- | -------------------- | ---------- | ---------- | --------------- | --------------- | --------------- | ------------------ | ------------------ | ------------------ | ----------- | ----------- | ----------- | ------ | ------ |
| 2014-2015            | Osasuna              | SD                   | 29         | 1          | CR              | 0               | 0               | -                  | -                  | -                  | -           | -           | -           | 29     | 1      |
| 2015-2016            | Osasuna              | SD                   | 34+4       | 4+3        | CR              | 0               | 0               | -                  | -                  | -                  | -           | -           | -           | 38     | 7      |
| Totale Osasuna       | Totale Osasuna       | Totale Osasuna       | 63+4       | 5+3        |                 | 0               | 0               |                    | -                  | -                  |             | -           | -           | 67     | 8      |
| 2016-2017            | Borussia Dortmund    | BL                   | 8          | 0          | CG              | 1               | 0               | UCL                | 0                  | 0                  | SG          | 0           | 0           | 9      | 0      |
| 2017-2018            | Newcastle Utd        | PL                   | 24         | 1          | FACup+CdL       | 1+0             | 0+0             | -                  | -                  | -                  | -           | -           | -           | 25     | 1      |
| 2018-2019            | Real Sociedad        | PD                   | 29         | 3          | CR              | 3               | 1               |                    | -                  | -                  |             | -           | -           | 32     | 4      |
| 2019-2020            | Real Sociedad        | PD                   | 36         | 5          | CR              | 7               | 1               |                    | -                  | -                  |             | -           | -           | 43     | 6      |
| 2020-2021            | Real Sociedad        | PD                   | 26         | 2          | CR              | 1               | 0               | UEL                | 8                  | 0                  | SS          | 1           | 0           | 36     | 2      |
| 2021-2022            | Real Sociedad        | PD                   | 34         | 3          | CR              | 3               | 0               | UEL                | 6                  | 1                  | -           | -           | -           | 43     | 4      |
| 2022-2023            | Real Sociedad        | PD                   | 33         | 2          | CR              | 3               | 1               | UEL                | 7                  | 0                  | -           | -           | -           | 43     | 3      |
| 2023-2024            | Real Sociedad        | PD                   | 32         | 5          | CR              | 6               | 1               | UCL                | 7                  | 2                  | -           | -           | -           | 45     | 8      |
| Totale Real Sociedad | Totale Real Sociedad | Totale Real Sociedad | 190        | 18         |                 | 21              | 4               |                    | 28                 | 3                  |             | 1           | 0           | 242    | 27     |
| 2024-2025            | Arsenal              | PL                   | 23         | 7          | FACup+CdL       | 1+3             | 0               | UCL                | 8                  | 2                  | -           | -           | -           | 35     | 9      |
| Totale carriera      | Totale carriera      | Totale carriera      | 313+4      | 34+3       |                 | 29              | 4               |                    | 36                 | 5                  |             | 1           | 0           | 384    | 46     |

### Cronologia presenze e reti in nazionale
| Cronologia completa delle presenze e delle reti in nazionale ― Spagna | Cronologia completa delle presenze e delle reti in nazionale ― Spagna | Cronologia completa delle presenze e delle reti in nazionale ― Spagna | Cronologia completa delle presenze e delle reti in nazionale ― Spagna | Cronologia completa delle presenze e delle reti in nazionale ― Spagna | Cronologia completa delle presenze e delle reti in nazionale ― Spagna | Cronologia completa delle presenze e delle reti in nazionale ― Spagna | Cronologia completa delle presenze e delle reti in nazionale ― Spagna |
| Data                                                                  | Città                                                                 | In casa                                                               | Risultato                                                             | Ospiti                                                                | Competizione                                                          | Reti                                                                  | Note                                                                  |
| --------------------------------------------------------------------- | --------------------------------------------------------------------- | --------------------------------------------------------------------- | --------------------------------------------------------------------- | --------------------------------------------------------------------- | --------------------------------------------------------------------- | --------------------------------------------------------------------- | --------------------------------------------------------------------- |
| 3-9-2020                                                              | Stoccarda                                                             | Germania                                                              | 1 – 1                                                                 | Spagna                                                                | UEFA Nations League 2020-2021 - 1º turno                              | -                                                                     | 57’                                                                   |
| 6-9-2020                                                              | Madrid                                                                | Spagna                                                                | 4 – 0                                                                 | Ucraina                                                               | UEFA Nations League 2020-2021 - 1º turno                              | -                                                                     |                                                                       |
| 7-10-2020                                                             | Lisbona                                                               | Portogallo                                                            | 0 – 0                                                                 | Spagna                                                                | Amichevole                                                            | -                                                                     | 46’                                                                   |
| 10-10-2020                                                            | Madrid                                                                | Spagna                                                                | 1 – 0                                                                 | Svizzera                                                              | UEFA Nations League 2020-2021 - 1º turno                              | -                                                                     | 64’                                                                   |
| 13-10-2020                                                            | Kiev                                                                  | Ucraina                                                               | 1 – 0                                                                 | Spagna                                                                | UEFA Nations League 2020-2021 - 1º turno                              | -                                                                     | 46’                                                                   |
| 14-11-2020                                                            | Basilea                                                               | Svizzera                                                              | 1 – 1                                                                 | Spagna                                                                | UEFA Nations League 2020-2021 - 1º turno                              | -                                                                     | 80’                                                                   |
| 5-9-2021                                                              | Badajoz                                                               | Spagna                                                                | 4 – 0                                                                 | Georgia                                                               | Qual. Mondiali 2022                                                   | -                                                                     | 60’                                                                   |
| 8-9-2021                                                              | Pristina                                                              | Kosovo                                                                | 0 – 2                                                                 | Spagna                                                                | Qual. Mondiali 2022                                                   | -                                                                     | 86’                                                                   |
| 6-10-2021                                                             | Milano                                                                | Italia                                                                | 1 – 2                                                                 | Spagna                                                                | UEFA Nations League 2020-2021 - Semifinale                            | -                                                                     | 75’                                                                   |
| 10-10-2021                                                            | Milano                                                                | Spagna                                                                | 1 – 2                                                                 | Francia                                                               | UEFA Nations League 2020-2021 - Finale                                | -                                                                     | 84’                                                                   |
| 14-11-2021                                                            | Siviglia                                                              | Spagna                                                                | 1 – 0                                                                 | Svezia                                                                | Qual. Mondiali 2022                                                   | -                                                                     | 73’                                                                   |
| 25-3-2023                                                             | Malaga                                                                | Spagna                                                                | 3 – 0                                                                 | Norvegia                                                              | Qual. Euro 2024                                                       | -                                                                     | 81’                                                                   |
| 28-3-2023                                                             | Glasgow                                                               | Scozia                                                                | 2 – 0                                                                 | Spagna                                                                | Qual. Euro 2024                                                       | -                                                                     | 57’                                                                   |
| 15-6-2023                                                             | Enschede                                                              | Spagna                                                                | 2 – 1                                                                 | Italia                                                                | UEFA Nations League 2022-2023 - Semifinale                            | -                                                                     | 74’                                                                   |
| 18-6-2023                                                             | Rotterdam                                                             | Croazia                                                               | 0 – 0 dts (4 – 5 dtr)                                                 | Spagna                                                                | UEFA Nations League 2022-2023 - Finale                                | -                                                                     | 78’                                                                   |
| 8-9-2023                                                              | Tbilisi                                                               | Georgia                                                               | 1 – 7                                                                 | Spagna                                                                | Qual. Euro 2024                                                       | -                                                                     | 58’                                                                   |
| 12-9-2023                                                             | Granada                                                               | Spagna                                                                | 6 – 0                                                                 | Cipro                                                                 | Qual. Euro 2024                                                       | 1                                                                     |                                                                       |
| 12-10-2023                                                            | Siviglia                                                              | Spagna                                                                | 2 – 0                                                                 | Scozia                                                                | Qual. Euro 2024                                                       | -                                                                     | 45+4’ 67’                                                             |
| 16-11-2023                                                            | Limassol                                                              | Cipro                                                                 | 1 – 3                                                                 | Spagna                                                                | Qual. Euro 2024                                                       | -                                                                     | 46’                                                                   |
| 22-3-2024                                                             | Londra                                                                | Spagna                                                                | 0 – 1                                                                 | Colombia                                                              | Amichevole                                                            | -                                                                     |                                                                       |
| 8-6-2024                                                              | Palma di Maiorca                                                      | Spagna                                                                | 5 – 1                                                                 | Irlanda del Nord                                                      | Amichevole                                                            | -                                                                     | 61’                                                                   |
| 15-6-2024                                                             | Berlino                                                               | Spagna                                                                | 3 – 0                                                                 | Croazia                                                               | Euro 2024 - 1º turno                                                  | -                                                                     | 68’                                                                   |
| 20-6-2024                                                             | Gelsenkirchen                                                         | Spagna                                                                | 1 – 0                                                                 | Italia                                                                | Euro 2024 - 1º turno                                                  | -                                                                     | 90+4’                                                                 |
| 24-6-2024                                                             | Düsseldorf                                                            | Albania                                                               | 0 – 1                                                                 | Spagna                                                                | Euro 2024 - 1º turno                                                  | -                                                                     |                                                                       |
| 30-6-2024                                                             | Colonia                                                               | Spagna                                                                | 4 – 1                                                                 | Georgia                                                               | Euro 2024 - Ottavi di finale                                          | -                                                                     | 81’                                                                   |
| 5-7-2024                                                              | Stoccarda                                                             | Spagna                                                                | 2 – 1 dts                                                             | Germania                                                              | Euro 2024 - Quarti di finale                                          | 1                                                                     | 80’                                                                   |
| 9-7-2024                                                              | Monaco di Baviera                                                     | Spagna                                                                | 2 – 1                                                                 | Francia                                                               | Euro 2024 - Semifinale                                                | -                                                                     | 76’                                                                   |
| 14-7-2024                                                             | Berlino                                                               | Spagna                                                                | 2 – 1                                                                 | Inghilterra                                                           | Euro 2024 - Finale                                                    | -                                                                     | 89’                                                                   |
| 12-10-2024                                                            | Murcia                                                                | Spagna                                                                | 1 – 0                                                                 | Danimarca                                                             | UEFA Nations League 2024-2025 - 1º turno                              | -                                                                     | 62’                                                                   |
| 15-10-2024                                                            | Cordova                                                               | Spagna                                                                | 3 – 0                                                                 | Serbia                                                                | UEFA Nations League 2024-2025 - 1º turno                              | -                                                                     | 65’                                                                   |
| 15-11-2024                                                            | Copenaghen                                                            | Danimarca                                                             | 1 – 2                                                                 | Spagna                                                                | UEFA Nations League 2024-2025 - 1º turno                              | -                                                                     | 80’                                                                   |
| 20-3-2025                                                             | Rotterdam                                                             | Paesi Bassi                                                           | 2 – 2                                                                 | Spagna                                                                | UEFA Nations League 2024-2025 - Quarti di finale                      | 1                                                                     | 84’                                                                   |
| 23-3-2025                                                             | Valencia                                                              | Spagna                                                                | 3 – 3 dts (5 – 4 dtr)                                                 | Paesi Bassi                                                           | UEFA Nations League 2024-2025 - Quarti di finale                      | -                                                                     | 84’                                                                   |
| 5-6-2025                                                              | Stoccarda                                                             | Spagna                                                                | 5 – 4                                                                 | Francia                                                               | UEFA Nations League 2024-2025 - Semifinale                            | 1                                                                     | 90+1’                                                                 |
| 8-6-2025                                                              | Monaco di Baviera                                                     | Portogallo                                                            | 2 – 2 dts (5 – 3 dtr)                                                 | Spagna                                                                | UEFA Nations League 2024-2025 - Finale                                | -                                                                     | 75’                                                                   |
| Totale                                                                |                                                                       | Presenze                                                              | 35                                                                    |                                                                       | Reti                                                                  | 4                                                                     |                                                                       |

## Palmarès

### Club
- Coppa di Germania: 1

Borussia Dortmund: 2016-2017
- Coppa di Spagna: 1

Real Sociedad: 2019-2020

### Nazionale
- Campionato d'Europa Under-19: 1

Grecia 2015
- Campionato d'Europa Under-21: 1

Italia 2019
- Argento olimpico: 1

Tokyo 2020
- UEFA Nations League: 1

2022-2023
- Campionato d'Europa: 1

Germania 2024